# فردوس عبدالحمید

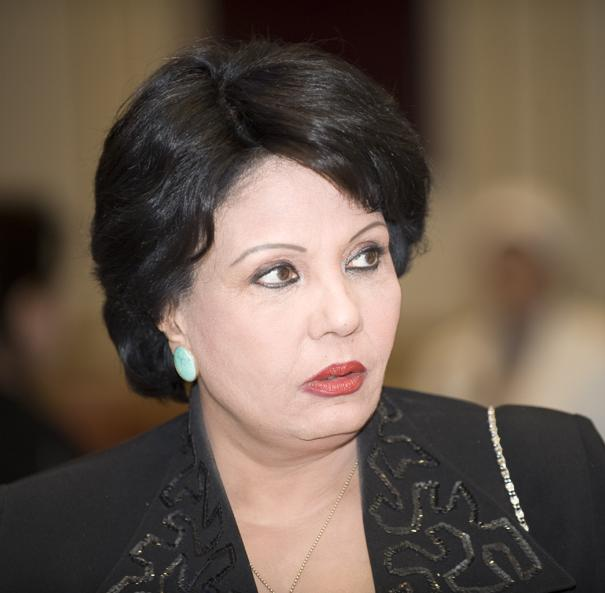

فردوس عبدالحمید (زاده ۲۵ فوریه ۱۹۴۷) بازیگر مصری است.
پدر فردوس عبدالحمید فروشنده مبلمان بود. او مدرک لیسانس خود را از مؤسسه عالی هنرهای دراماتیک از گروه بازیگری در سال ۱۹۶۹ دریافت کرد. او زندگی هنری خود را از روی صحنه تئاتر ملی با کمک کمال آل شیخ در فیلم «به که شلیک می‌کنیم» با هنرمندی سعد حسنی آغاز کرد. او اولین نقش اصلی خود را در سریال «قصه میزو» به دست آورد، وی به خاطر فعالیت‌های سیاسی اش شهرت داشت.